# Haakon, Prințul Moștenitor al Norvegiei
Haakon, Prințul Moștenitor al Norvegiei (Haakon Magnus; n. 20 iulie 1973, Oslo) este moștenitorul tronului Norvegiei. A devenit Prinț Moștenitor când tatăl său a devenit regele Harald al V-lea al Norvegiei în 1991. Dacă Prințul Haakon va ajunge rege, așa cum e de așteptat, va fi cunoscut sub numele de Haakon al VIII-lea al Norvegiei.

## Origini și educație
Nașii de botez ai Prințului Haakon sunt: regele Olav al V-lea al Norvegiei, Prințesa Astrid a Norvegiei, Prințul Carl Bernadotte, regele Carl XVI Gustaf al Suediei, regina Margareta a II-a a Danemarcei și Prințesa Anne, Prințesă Regală. Ca descendent al regelui Eduard al VII-lea al Regatului Unit, Haakon este, de asemenea, în ordinea succesiunii la tronul britanic. 
Haakon are o soră mai mare, Prințesa Märtha Louise (n. 1971). În 1990, constituția Norvegiei a fost modificată, adoptându-se sistemul primogeniturii absolute pentru succesiunea la tron, ceea ce înseamnă că întâiul născut, indiferent de sex, are prioritate în ordinea succesiunii. Această măsură nu se aplică retroactiv (așa cum s-a întâmplat în Suedia în 1980), astfel că Haakon are în continuare prioritate la tron în fața surorii sale mai mari.
Haakon a servit în Marina Regală norvegiană în instruirea sa ca ofițer la Academia Navală norvegiană. În 1999 a obținut o diplomă în științe politice de la Universitatea Berkeley, din California. Mai târziu a urmat cursuri la Universitatea din Oslo și la Ministerul norvegian al Afacerilor Externe în 2001. Și-a terminat studiile în 2003 la London School of Economics, unde a făcut un masterat în studii de dezvoltare, specializare în comerțul internațional și Africa.

## Căsătorie

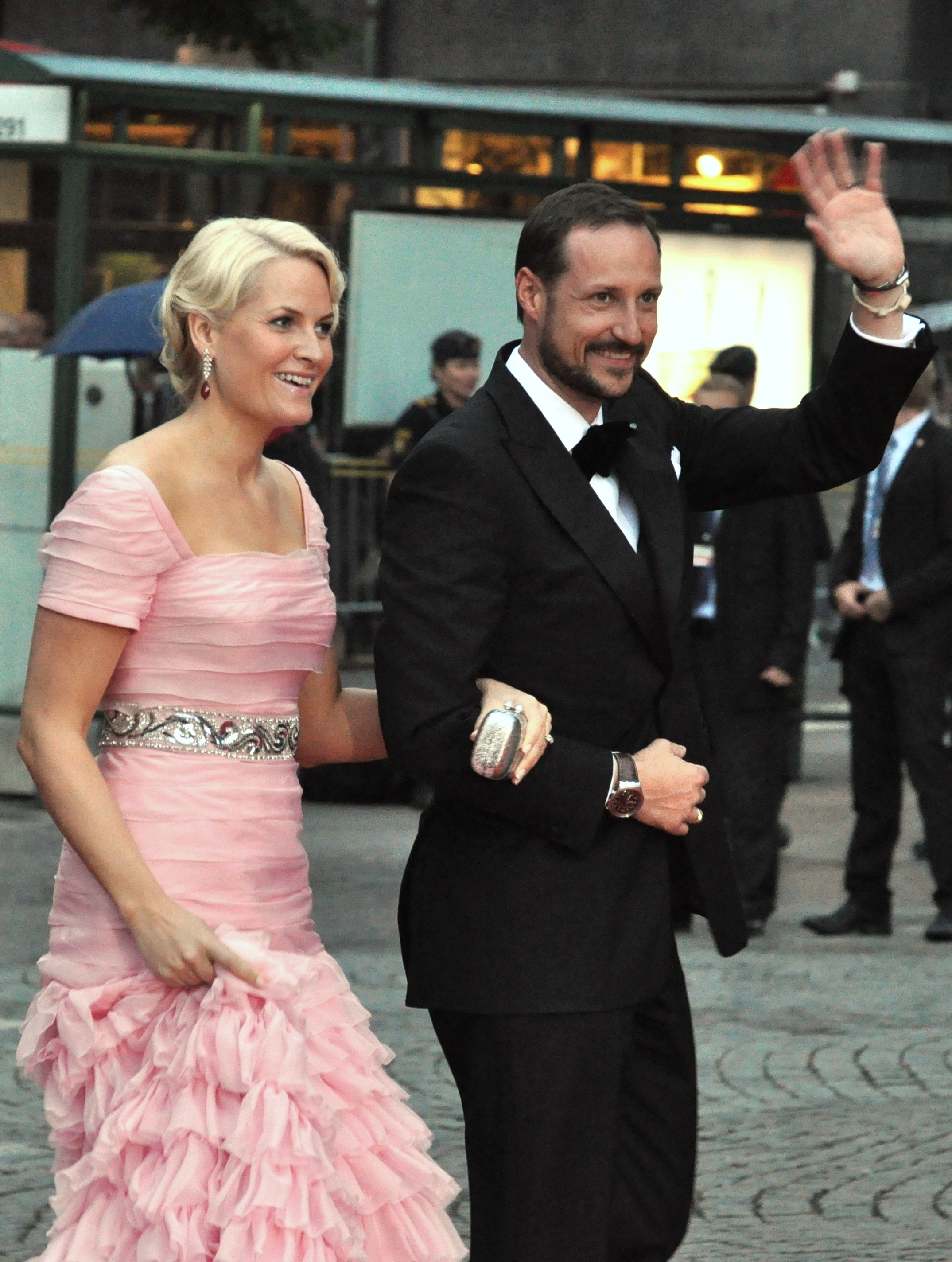
Prințul Haakon și Prințesa Mette-Marit la nunta Prințesei Victoria a Suediei, 19 iunie 2010.

Haakon s-a căsătorit cu Mette-Marit Tjessem Høiby la 25 august 2001, la Catedrala din Oslo. Frederik, Prinț Moștenitor al Danemarcei a fost cavaler de onoare. Când s-a anunțat public logodna, mulți norvegieni au considerat că alegerea Prințului a fost nepotrivită, în primul rând pentru că Mette-Marit era mamă singură, iar în al doilea rând pentru că existau informații cu privire la implicarea ei în muzica rave, o subcultură controversată, asociată cu consumul de droguri. În plus, tatăl copilului ei a fost condamnat pentru infracțiuni legate de droguri.
Într-o conferință de presă dinainte de nuntă, Prințesa a vorbit despre trecutul ei, spunând, printre altele, că poate a fost mai rebelă decât alți tineri. Deși unii încă o consideră nepotrivită pentru rolul ei de viitoare regină, problemele din trecutul lui Mette-Marit au fost în mare măsură date uitării.

### Copii
- Prințesa Ingrid Alexandra născută la 21 ianuarie 2004, la Oslo.
- Prințul Sverre Magnus născut la 3 decembrie 2005 la Oslo.